# World Institute of Kimchi

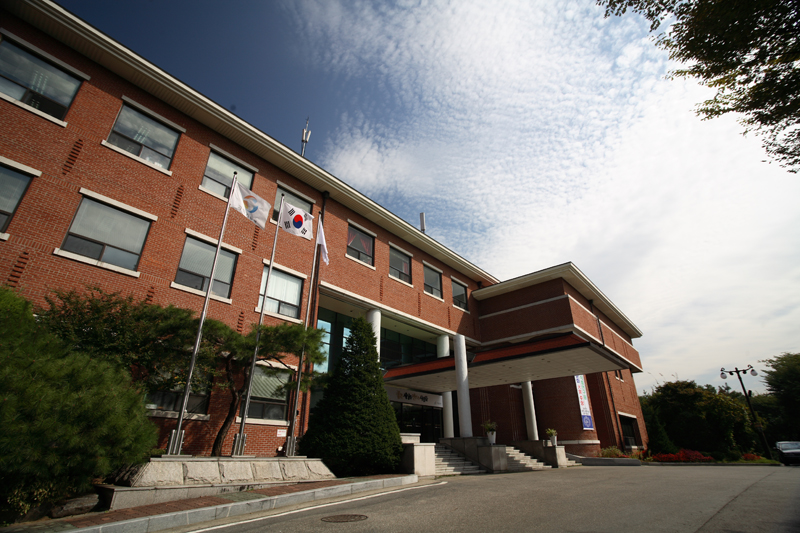
Ingresso.

Il World Institute of Kimchi (세계김치연구소?, Segye gimchi yeongusoLR) o WiKim è un istituto di ricerca fondato nel 2010 e affiliato all'Istituto di ricerca sul cibo coreano. Il suo obiettivo è il raggiungimento dello sviluppo di un'industria del kimchi in grado di potenziare la crescita nazionale. L'istituto si trova nel distretto di Nam, a Gwangju.

## Storia
Il 15 luglio 2009 la sede viene stabilita a Imam-dong, nel distretto di Nam, a Gwangju. Il 17 settembre 2009 il World Institute of Kimchi si forma all'interno del Ministero dell'alimentazione, dell'agricoltura, delle foreste e della pesca. Il 23 dicembre 2009, durante la 132ª riunione del consiglio di amministrazione dell'Associazione per la ricerca sulla tecnologia industriale, viene approvata l'istituzione del Centro di Ricerca mondiale del kimchi, affiliato all'Istituto di ricerca sul cibo coreano (KFRI). Il 1 gennaio 2010 l'Istituto viene ufficialmente riconosciuto e registrato, e il 10 marzo si tiene la cerimonia di apertura nell'auditorium principale del KFRI.
Il 31 ottobre 2012 la sede del WiKim viene spostata nella sua ubicazione attuale, al 86 Kimchi-ro del distretto di Nam, Gwangju. Il 23 marzo 2013 il Ministero della Scienza, il TIC e l'ente Programmazione Futura compie delle modifiche al dipartimento in carica: Park Wan-soo, precedente presidente ad interim, viene nominato presidente dell'Istituto mondiale del kimchi. Il 30 giugno 2014 il WiKim ottiene il riconoscimento governativo sotto la giurisdizione del Consiglio di Ricerca nazionale per la Scienza e la Tecnologia (NST), sotto il Ministero della Scienza, il TIC e Programmazione Futura (MSIP). Il 26 luglio 2017, tuttavia, l'autorità di controllo passa al Ministero della Scienza e al TIC.
Il 24 ottobre 2017 l'Istituto viene ufficialmente riconosciuto come agenzia di controllo (KOLAS) a livello internazionale. Il 30 gennaio 2018 viene nominato ente eccellente per la sperimentazione animale dal Ministero della sicurezza alimentare e del farmaco. Il 20 aprile 2019 viene designata come agenzia per l'analisi e l'ispezione degli alimenti dall'Amministrazione regionale degli alimenti e dei farmaci di Gwangju.

## Operato
Il World Institute of Kimchi conduce ricerche scientifiche sul kimchi per contribuire alla globalizzazione del prodotto attraverso operazioni di ricerca e sviluppo complete. Inoltre ha il fine di guidare l'innovazione tecnologica nazionale e di portare l'industria del kimchi a essere uno dei maggiori rappresentanti dell'industria alimentare della Corea del Sud.
Tra le sue funzioni si annoverano l'impegno nella ricerca e nello sviluppo in tutto ciò che concerne il kimchi, come ingredienti, processi produttivi, microbi e fermentazione, stoccaggio, distribuzione e imballaggio e funzioni relative alla salute. Attraverso il suo operato, il WiKim permette la distribuzione del kimchi a livello globale, sviluppando tecnologie in grado di accrescere il potere competitivo e l'esportazione del prodotto, e promuovendo l'eccellenza scientifica del kimchi stesso. A tal fine, l'Istituto si occupa del supporto tecnico alle industrie del kimchi – oltre ad altre industrie affini – prendendosi carico della formazione degli specialisti nel settore.

## Organizzazione[6]
Divisione per la Ricerca e lo Sviluppo:
- Centro per la ricerca sulla funzionalità microbica
- Centro di ricerca sul nuovo processo di fermentazione
- Centro di ricerca sulla convergenza culturale
- Centro di ricerca sulla tecnologia industriale
- Centro di analisi della sicurezza sanitaria

Divisione per la Pianificazione Strategica:
- Ufficio Pianificazione e Budget
- Ufficio alle Strategie per il futuro
- Ufficio di supporto alle piccole e medie imprese

Dipartimento di Supporto alla Gestione:
- Risorse umane e Team finanziario
- Team acquisizione ed elaborazione dati
- Team gestione alla sicurezza delle strutture